# Willemia
Genre
Willemia est un genre de collemboles de la famille des Hypogastruridae.

## Liste des espèces
Selon Checklist of the Collembola of the World (version du 19 novembre 2019) :
- Willemia acantha Bonet, 1945
- Willemia annapurna D'Haese & Weiner, 1998
- Willemia anophthalma Börner, 1901
- Willemia antennomonstrum Bu, Potapov & Gao, 2012
- Willemia arenicola Palacios-Vargas & Vázquez, 1989
- Willemia arida Fjellberg, 1991
- Willemia bedosae D'Haese, 1998
- Willemia bellingeri Palacios-Vargas & Vázquez, 1989
- Willemia brevispina Hüther, 1962
- Willemia buddenbrocki Hüther, 1959
- Willemia bulbosa Bonet, 1945
- Willemia christianseni D'Haese, 1998
- Willemia deharvengi D'Haese & Weiner, 1998
- Willemia delamarei Prabhoo, 1971
- Willemia denisi Mills, 1932
- Willemia dhaesei Bu, Potapov & Gao, 2012
- Willemia dubia Christiansen & Bellinger, 1980
- Willemia fjellbergi Potapov, 1994
- Willemia granulata Fjellberg, 1985
- Willemia intermedia Mills, 1934
- Willemia iztaccihuatlensis García-Gómez & Cutz-Pool, 2008
- Willemia japonica Yosii, 1970
- Willemia koreana Thibaud & Lee, 1994
- Willemia meybholae Palacios-Vargas, 1987
- Willemia multilobata Gers & Deharveng, 1985
- Willemia nadchatrami Yosii, 1959
- Willemia namibiae Thibaud & Massoud, 1988
- Willemia neocaledonica Weiner, 1991
- Willemia nepalensis D'Haese & Weiner, 1998
- Willemia nosyboraha Thibaud, 2008
- Willemia panamaensis García-Gómez & Palacios-Vargas, 2019
- Willemia persimilis Bonet, 1945
- Willemia psammophila Palacios-Vargas & Thibaud, 2001
- Willemia scandinavica Stach, 1949
- Willemia setonychia Prabhoo, 1971
- Willemia shanghaiensis Yue, 1999
- Willemia similis Mills, 1934
- Willemia subbulbosa Thibaud, 1994
- Willemia tali Kaprus & Nevo, 2003
- Willemia tondoh Zon, Bedos & D'Haese, 2015
- Willemia trilobata Barra, 1995
- Willemia trisphaerae Potapov, 1994
- Willemia unispina Fjellberg, 2007
- Willemia virae Kaprus, 1997
- Willemia wandae Tamura & Zhao, 1997
- Willemia zeppelinii D'Haese & Thibaud, 2011
- Willemia zhaoi Tamura, Yin & Weiner, 2000

## Publication originale
- Börner, 1901 : Über ein neues Achorutidengenus Willemia, sowie 4 weitere neue Collembolenformen derselben Familie. . Zoologischer Anzeiger, vol. 24, p. 422–433 (texte intégral).